# K-spazio
Il k-spazio è un formalismo matematico introdotto nel 1983 per spiegare in maniera semplice e univoca la formazione dell'immagine nell'imaging a risonanza magnetica.

## Il formalismo
Tale formalismo dimostra che il segnale di risonanza magnetica demodulato {\displaystyle S(t)} generato dagli spin nucleari che si muovono secondo un moto di precessione nella presenza di un campo magnetico che varia linearmente nello spazio (gradiente {\displaystyle G}), è uguale alla trasformata di Fourier della densità effettiva degli spin {\displaystyle \rho _{\mathrm {eff} }\ }, cioè
{\displaystyle S(t)={\tilde {\rho }}_{\mathrm {eff} }({\vec {k}}(t))\equiv \int d^{3}x\ \rho ({\vec {x}})\cdot e^{2\pi \imath \ {\vec {k}}(t)\cdot {\vec {x}}}}
dove:
{\displaystyle {\vec {k}}(t)\equiv \int _{0}^{t}{\vec {G}}(t')\ dt'}
In altre parole, con il passare del tempo il segnale segue una traiettoria nel k-spazio con un vettore velocità proporzionale al vettore del gradiente di campo magnetico applicato.
Con l'espressione densità di spin effettiva, si intende la densità di spin reale {\displaystyle \rho ({\vec {x}})} corretta per gli effetti dei decadimenti {\displaystyle T_{1}} e {\displaystyle T_{2}}, della perdita di coerenza di fase dovuta alle inomogeneità del campo, del flusso, della diffusione e di ogni altro fenomeno che modifica la quantità di magnetizzazione trasversa disponibile alla bobina ricevente.
Dalla formula fondamentale vista sopra, segue immediatamente che si può ricostruire un'immagine {\displaystyle I({\vec {x}})} semplicemente prendendo la trasformata di Fourier inversa dei dati acquisiti, cioè:
{\displaystyle I({\vec {x}})=\int d^{3}k\ S({\vec {k}}(t))\cdot e^{-2\pi \imath \ {\vec {k}}(t)\cdot {\vec {x}}}}
{\displaystyle {\vec {x}}} e {\displaystyle {\vec {k}}} sono variabili coniugate rispetto alla trasformata di Fourier, quindi si può usare il teorema di Nyquist per dimostrare che l'intervallo tra due punti nel k-spazio determina l'estensione dell'area di cui viene fatto l'imaging (Field Of View) ed il valore massimo di k determina la risoluzione spaziale dell'immagine ricostruita:
{\displaystyle FOV\propto {\frac {1}{\Delta k}}\qquad \mathrm {Risoluzione} \propto |k_{\max }|}, per ognuna delle tre direzioni spaziali (x, y e z).

## Metodi di acquisizione e traiettorie
Attraverso il formalismo del k-spazio, diversi concetti altrimenti complessi diventano semplici da comprendere. Per esempio, diventa chiaro il ruolo della codifica di fase. In una normale scansione spin echo o gradient echo, dove il gradiente di lettura (o readout) è costante ({\displaystyle G_{x}}), una singola linea del k-spazio viene acquisita in una ripetizione della sequenza. Quando il gradiente di codifica di fase è zero, la riga acquisita è l'asse {\displaystyle k_{x}}. Quando un impulso di gradiente è aggiunto tra la eccitazione a radiofrequenza e l'inizio del gradiente di lettura, viene acquisita una riga più in alto o più in basso nel k-spazio, cioè si acquisisce una linea con {\displaystyle k_{y}}=costante.
Questo formalismo rende inoltre semplice il paragone tra diverse tecniche di scansione. Nell'echo-planar imaging (EPI) a singolo impulso, tutto il k-spazio è scandito in una volta, tramite una traiettoria sinusoidale, a zig-zag o a spirale. Quando le righe del k-spazio sono acquisite alternativamente in direzioni opposte, sono necessari alcuni accorgimenti nell'algoritmo ricostruttivo. Nell'EPI a impulsi multipli, e nelle tecniche di spin echo rapide (turbo spin echo), ad ogni eccitazione viene acquisito parte del k-spazio, e la sequenza viene ripetuta finché lo spazio acquisito non è sufficientemente completo.
Dal momento che i dati al centro del k-spazio rappresentano le frequenze spaziali più basse e quindi il contrasto dell'immagine, l'istante di acquisizione {\displaystyle T_{E}} (echo time) determina principalmente la dipendenza del contrasto da {\displaystyle T_{2}}.
L'importanza del centro del k-spazio nella determinazione del contrasto finale dell'immagine può essere sfruttata in tecniche di imaging più avanzate. Una di queste tecniche è l'acquisizione a spirale: viene applicato un gradiente la cui direzione ruota nel tempo, il che causa una traiettoria che avanza a spirale dal centro verso la periferia. Per l'effetto dei decadimenti {\displaystyle T_{2}} e {\displaystyle T_{2}*}, il segnale è massimo all'inizio dell'acquisizione, di conseguenza questo tipo di traiettoria migliora il rapporto contrasto-rumore rispetto ad una acquisizione convenzionale a zig-zag.